# 螢光原燈籠魚
螢光原燈籠魚（学名：Protomyctophum luciferum）为輻鰭魚綱燈籠魚目灯笼鱼科的其中一種。分布于南冰洋附近海域，為深海魚類，棲息深度可達2000公尺，體長可達6.1公分。

## 扩展阅读
維基物種上的相關：螢光原燈籠魚